# Lapo Gianni
Lapo Gianni De Ricevuti, detto il Fiorentino (fl. XIII-XIV secolo), è stato un poeta italiano, vissuto a Firenze tra il XIII e il XIV secolo e morto dopo il 1328.

## Biografia
Appartenne al gruppo fiorentino del Dolce stil novo e, in base ad atti storici articolati in un trentennio a cavallo fra Duecento e Trecento, risulta svolgesse molto probabilmente un'attività da notaio (viene spesso identificato con l'appellativo di notaio Ser Lapo, figlio di Giovanni Ricevuti, da cui il presunto cognome Gianni).
Le sue composizioni - a detta dei critici - si distinguono per una particolare leggerezza e originalità.
È ricordato - oltre che per i suoi diciassette componimenti giunti ai nostri giorni (undici ballate, tre canzoni, due stanze isolate di canzone e un sonetto doppio caudato) - per essere stato citato da Dante (del quale fu amico assieme a Guido Cavalcanti) nel celebre sonetto delle Rime che inizia con il verso Guido, i' vorrei che tu e Lapo ed io, e in Amore e monna Lagia e Guido ed io (oltre che nei sonetti di Guido Cavalcanti Se vedi Amore, assai ti priego, Dante e Dante, un sospiro messaggier del core). Nel De vulgari eloquentia (I 13 3), viene inoltre annoverato, assieme a Dante stesso, a Guido Cavalcanti e a Cino da Pistoia, tra i poeti che raggiunsero la "vulgaris excellentiam".